# Quiberon Air Trafic
Quiberon Air Trafic (sigle: QAT) était une ancienne compagnie aérienne régionale française basée sur l'aérodrome de Quiberon dans le département du Morbihan et effectuant du transport à la demande, des transports sanitaires et des liaisons aériennes régulières.

## Histoire

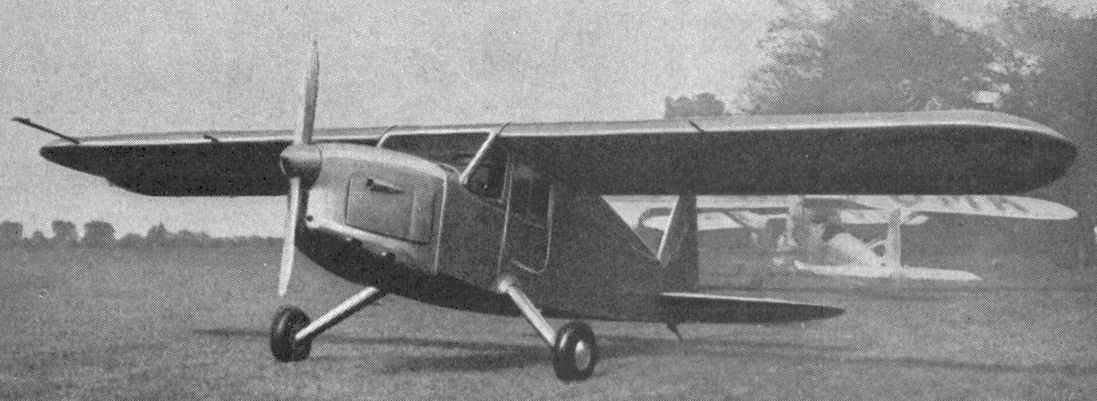
Exemple de Paul Aubert Cigale utilisé par Quiberon Air Trafic

L'histoire commence en juillet 1956 avec le Quiberon Air Club, l'aéroclub local qui à l'aide d'un Brochet MB-100 prêté par le Service d'exploitation de la formation aéronautique (SFASA), assurait un service sanitaire durant la saison estivale. Le MB-100 était en version sanitaire et un pilote qui habitait sur place à Quiberon avait été embauché.
Faute de hangar, l'avion MB-100 était stationné hors saison sur l'aérodrome de Pontivy mais pouvait continuer ses missions sanitaires, Pontivy étant à moins d'une heure de Belle-Ile qui ne disposait pas de médecin mais d'une sœur religieuse infirmière qui exécutait les gestes de secours expliqués par un médecin par téléphone. Le docteur Melun, président de l'aéroclub de Pontivy assurait cette mission sanitaire. L'aérodrome de Pontivy disposait d'un téléphone contrairement à celui de Vannes situé beaucoup plus proche de Belle-Ile ou Quiberon, ville où se trouvait un hôpital.
Le Brochet MB-100 devant partir sur Cannes pour du baptême aérien, le docteur Melun mettait à disposition un avion Nord Norécrin capable de recevoir une civière qui sera maintenu jusqu'au printemps 1957.
C'est justement au printemps 1957 que la compagnie Quiberon Air Trafic (QAT) était créée par Pierre Fortier à son instigation, Président fondateur du Quiberon Air Club en 1955, un Parisiens né en 1920, en vue d'effectuer du taxi aérien et des liaisons régulières entre Quiberon et Belle-Île-en-Mer mais également reprendre la mission sanitaire faite en 1956 par son aéro-club. Il remplaçait le Brochet MB-100 par un avion quadriplace Paul Aubert "Cigale Major",.
La compagnie était basée sur l'aérodrome de Quiberon créé pour la desserte des îles et naturellement privilégié à QAT.
Quiberon Air Trafic étant en concurrence à Belle-Ile et Quiberon avec la compagnie nantaise Air Ouest.
Pierre Fortier définissait sa compagnie de « société locale d'intérêt strictement public et qui se sent chez elle sur l'aérodrome (Quiberon) et qui a été créé pour elle. » 
Le conseil général du Morbihan décidait de créer plusieurs bandes d'atterrissage sur les îles pour permettre la mission sanitaire aérienne comme à Hoëdic, Groix en face de Lorient ou Houat.
Pour assurer une permanence totale, un second avion Paul Aubert PA-204 entrait en flotte et un moteur Lycoming de secours était acheté.
L'aérodrome était alors balisé à l'aide de lampes à pétrole et doté d'une VHF.
QAT assurait donc au départ de Quiberon des vols touristiques l'été et de taxi l'hiver mettant fin à l'isolement insulaire (une seule traversée en bateau quotidienne avec une arrivée de Belle-Ile à Quiberon à 9 h 0 et un départ de Quiberon vers Belle-Ile à 13 h 0).

## Le réseau
- Belle-Ile-en-Mer - Quiberon
- Vols insulaires
- vols sanitaires
- vols touristiques

## Flotte
- Paul Aubert PA-204 Super Cigale
- Paul Aubert PA-204 Cigale Major
- Nord Norécrin